# Monorail (Efteling)
De Monorail, ook wel bekend onder de naam Slakkenspoor, is een attractie in het Nederlandse attractiepark de Efteling. De attractie is een onderdeel van het Volk van Laaf en biedt de mogelijkheid om over een monorailspoor een ritje te maken boven het Lavenlaar in wagentjes die zijn vormgegeven als slakken . 
De Monorail is geopend in 1990 en werd gebouwd door Vekoma. Oorspronkelijk moesten de slakken door bezoekers zelf voortgedreven worden door te trappen, maar in 1995 werd door de firma Caripro een elektrische aandrijving voor de wagentjes geïnstalleerd.    
De attractie is niet toegankelijk voor bezoekers met een mobiele beperking.

## Trivia
- Alle slakken hebben een unieke naam die telkens begint met de letter L en uit drie letters bestaat. Voorbeelden zijn Lef, Lus, Les, Lil en Lol.
- In 2020 kregen de slakken een ander kleurenpatroon.

Lijst van attracties in de Efteling · Lijst van sprookjes in de Efteling · Afbeeldingen